# Aeropuerto de Samjiyon
La Base Aérea de Samjiyon es un aeropuerto militar ubicado cerca de Samjiyon, Ryanggang, Corea del Norte.
El aeropuerto se encuentra cercano al Monte Baekdu. Los grupos de turistas vuelan al aeropuerto para los viajes agendados a dicho sitio de interés y ver el supuesto lugar de nacimiento de Kim Jong-il. Todos los viajes a la zona incluyen un recorrido por el lugar.
Existe una alta presencia de equipamiento militar en el aeropuerto, con varios ejemplares de antiguos jets soviéticos, como por ejemplo los Mig-15, alineados cerca de la pista junto con varios vehículos militares terrestres.
Los únicos vuelos al aeropuerto de Samjiyon provienen del Aeropuerto Internacional de Sunan y son de Air Koryo, la única aerolínea de Corea del Norte.

## Dependencias
La pista de aterrizaje mide 3.277 metros de largo y 60 de ancho. Posee una pista de estacionamiento paralela. En fotografías satelitales de la base se ven claramente las entradas a los búnkeres subterráneos.

## Aerolíneas y destinos
| Aerolíneas | Destinos  |
| ---------- | --------- |
| Air Koryo  | Pyongyang |